# David Beckmann
David Alexander Beckmann (Iserlohn, 2000. április 27.–) német autóversenyző, aki jelenleg az Avalanche Andretti Formula E csapatának tagja a Formula–E-ben.

## Pályafutása

### Gokart
Beckmann gokartozással kezdte meg autóversenyzői pályafutását 2008-ban. Egy évvel később az ADAC Kart Masters és a DMV Landesmeisterschaft bajnokságok Bambini B kategóriájának győztese lett. Legnagyobb sikerét 2014-ben könyvelhette el, amikor is a német junior gokart-bajnokság első helyén zárt.

### Formula–4
2015-ben a német és az olasz Formula–4-es bajnokságban versenyzett a Mücke Motorsport csapatával. Az olasz szériát a 4., míg a német bajnokságot az 5. pozícióban zárta.

### Formula–3 Európa-bajnokság
A következő két szezont a Formula–3 Európa-bajnokság mezőnyének tagjaként töltötte el. Ez alatt az időszak alatt a Mücke Motorsport, a Motopark és a Van Amersfoort Racing alakulatánál is versenyzett. A 2016-os szezont a 15., míg a 2017-est a 16. pozícióban zárta. Ebben a bajnokságban elért legjobb eredménye egy harmadik hely volt, amelyet két alkalommal sikerült elérnie.

### GP3 és Formula–3
2018-ban már a GP3-ban versenyzett. Az idény első felét a svájci Jenzer Motorsporttal, míg a szezon hátralévő részét az olasz Trident istállójával teljesítette. Belgiumban, Olaszországban és Oroszországban sikerült diadalmaskodnia, továbbá Abu-dazbiban a második helyen látta meg a kockás zászlót. Ezzel a teljesítménnyel bebiztosította az 5. helyet a bajnokságban.
Karrierjét a GP3 utódszériájában a FIA Formula–3 bajnokságban folytatta az ART Grand Prix csapatával. Korábbi sikereit nem tudta megismételni a 2019-es szezonban; 20 pontot sikerült összegyűjtenie, amely a 14. helyezés megszerzésére volt elég. A szezon végeztével visszaigazolt korábbi csapatához, a Tridenthez. Első versenye az olasz alakulattal a Makaói nagydíj volt, amelyet a 9. pozícióban fejezte be. 2020 egy sikeres év volt számára, hiszen 2 alkalommal győzött és összesen hatszor állhatott fel a dobogóra. 139,5 pontot gyűjtött a szezon során, ezzel pedig a 6. helyezést érte el.

### Formula–2, Formula–E és WEC
A következő két idényt a FIA Formula–2 bajnokságban töltötte. 2021-ben pénzügyi nehézségek hátráltatták, míg 2022-ben mindössze helyettesítő versenyzőként kapott lehetőséget, így egyik évben se tudott teljes szezont teljesíteni. Formula–2-es karrierje alatt a Charouz Racing System, a Campos Racing és a Van Amersfoort Racing versenyzője is volt. Legjobb eredménye a 2021-es Formula–2 azeri nagydíjon elért 2. helye volt.
2021-ben csatlakozott a Porsche Formula–E csapatához. Feladatköre az autó tesztelése lett. A következő idényben bejelentették, hogy helyettesítőként részt vesz a jakartai versenyeken.
2023-ban csatlakozott a Hosszútávú-világbajnokság mezőnyéhez, ahol a Hertz Team Jota csapatának #48-as rajtszámú egységének tagja lett. Mivel vendégversenyzőként vett részt a veersenyeken, ezért eredményeit nem értékelték.

## Eredményei

### Karrier összefoglaló
| Év      | Bajnokság                            | Csapat                           | Versenyek                   | Győzelmek                   | Pole                        | Leggyorsabb körök           | Dobogók                     | Pont                        | Helyezés                    |
| ------- | ------------------------------------ | -------------------------------- | --------------------------- | --------------------------- | --------------------------- | --------------------------- | --------------------------- | --------------------------- | --------------------------- |
| 2015    | ADAC Formula–4-bajnokság             | ADAC Berlin-Brandenburg e.V.     | 20                          | 1                           | 0                           | 0                           | 4                           | 166                         | 5.                          |
| 2015    | Olasz Formula–4-bajnokság            | kfzteile24 Mücke Motorsport      | 18                          | 3                           | 1                           | 4                           | 7                           | 176                         | 4.                          |
| 2016    | Formula–3 Európa-bajnokság           | kfzteile24 Mücke Motorsport      | 24                          | 0                           | 0                           | 1                           | 2                           | 67                          | 15.                         |
| 2016    | Masters of Formula 3                 | kfzteile24 Mücke Motorsport      | 1                           | 0                           | 0                           | 0                           | 0                           |                             | 10.                         |
| 2016    | Makaói nagydíj                       | kfzteile24 Mücke Motorsport      | 1                           | 0                           | 0                           | 0                           | 0                           |                             | 19.                         |
| 2017    | Formula–3 Európa-bajnokság           | Van Amersfoort Racing            | 9                           | 0                           | 0                           | 0                           | 0                           | 45                          | 16.                         |
| 2017    | Formula–3 Európa-bajnokság           | Motopark                         | 21                          | 0                           | 0                           | 0                           | 0                           | 45                          | 16.                         |
| 2018    | GP3                                  | Jenzer Motorsport                | 8                           | 0                           | 0                           | 0                           | 0                           | 137                         | 5.                          |
| 2018    | GP3                                  | Trident                          | 10                          | 3                           | 2                           | 2                           | 4                           | 137                         | 5.                          |
| 2019    | Formula–3                            | ART Grand Prix                   | 14                          | 0                           | 0                           | 0                           | 0                           | 20                          | 14.                         |
| 2019    | Makaói nagydíj                       | Trident                          | 1                           | 0                           | 0                           | 0                           | 0                           |                             | 9.                          |
| 2020    | Formula–3                            | Trident                          | 18                          | 2                           | 0                           | 0                           | 5                           | 139,5                       | 6.                          |
| 2020    | Porsche Sprint Challenge Middle East | Lechner Racing Middle East       | 6                           | 1                           | 0                           | 1                           | 1                           | 97                          | 13.                         |
| 2021    | Formula–2                            | Charouz Racing System            | 12                          | 0                           | 0                           | 0                           | 2                           | 32                          | 15.                         |
| 2021    | Formula–2                            | Campos Racing                    | 5                           | 0                           | 0                           | 0                           | 0                           | 32                          | 15.                         |
| 2021–22 | Formula–E                            | Avalanche Andretti Formula E     | teszt- és tartalékversenyző | teszt- és tartalékversenyző | teszt- és tartalékversenyző | teszt- és tartalékversenyző | teszt- és tartalékversenyző | teszt- és tartalékversenyző | teszt- és tartalékversenyző |
| 2022    | Formula–2                            | Charouz Racing System            | 2                           | 0                           | 0                           | 0                           | 0                           | 25                          | 18.                         |
| 2022    | Formula–2                            | Van Amersfoort Racing            | 12                          | 0                           | 0                           | 1                           | 0                           | 25                          | 18.                         |
| 2022–23 | Formula–E                            | Avalanche Andretti Formula E     | 2                           | 0                           | 0                           | 0                           | 0                           | 0*                          | 24.*                        |
| 2022–23 | Formula–E                            | TAG Heuer Porsche Formula E Team | tartalékversenyző           | tartalékversenyző           | tartalékversenyző           | tartalékversenyző           | tartalékversenyző           | tartalékversenyző           | tartalékversenyző           |
| 2023    | WEC                                  | Hertz Team Jota                  | 2                           | 1                           | 0                           | 0                           | 1                           |                             | Hn†                         |

* A szezon jelenleg is zajlik. 

† Vendégversenyzőként nem értékelták az elért eredményeit.

### Teljes olasz Formula–4-bajnokság eredménylistája
(Táblázat értelmezése)

(Félkövér: pole-pozícióból indult; dőlt: leggyorsabb kört futott) 

| Év   | Csapat                      | 1        | 2       | 3       | 4       | 5     | 6        | 7        | 8        | 9        | 10      | 11       | 12      | 13    | 14      | 15      | 16       | 17        | 18     | 19    | 20    | 21    | Helyezés | Pont |
| ---- | --------------------------- | -------- | ------- | ------- | ------- | ----- | -------- | -------- | -------- | -------- | ------- | -------- | ------- | ----- | ------- | ------- | -------- | --------- | ------ | ----- | ----- | ----- | -------- | ---- |
| 2015 | kfzteile24 Mücke Motorsport | VLL 1 10 | VLL 2 1 | VLL 3 5 | MNZ 1 4 | MNZ 2 | MNZ 3 Ki | IMO1 1 8 | IMO1 2 1 | IMO1 3 9 | MUG 1 3 | MUG 2 15 | MUG 3 2 | ADR 1 | ADR 2 4 | ADR 3 5 | IMO2 1 4 | IMO2 2 17 | IMO2 3 | MIS 1 | MIS 2 | MIS 3 | 4.       | 176  |

### Teljes ADAC Formula–4-bajnokság eredménylistája
(Táblázat értelmezése)

(Félkövér: pole-pozícióból indult; dőlt: leggyorsabb kört futott) 

| Év   | Csapat                       | 1      | 2      | 3      | 4       | 5        | 6     | 7       | 8        | 9       | 10      | 11       | 12       | 13      | 14      | 15      | 16      | 17      | 18      | 19        | 20       | 21        | 22      | 23      | 24      | Helyezés | Pont |
| ---- | ---------------------------- | ------ | ------ | ------ | ------- | -------- | ----- | ------- | -------- | ------- | ------- | -------- | -------- | ------- | ------- | ------- | ------- | ------- | ------- | --------- | -------- | --------- | ------- | ------- | ------- | -------- | ---- |
| 2015 | ADAC Berlin-Brandenburg e.V. | OSC1 1 | OSC1 2 | OSC1 3 | RBR 1 7 | RBR 2 Ki | RBR 3 | SPA 1 7 | SPA 2 11 | SPA 3 7 | LAU 1 5 | LAU 2 Ki | LAU 3 18 | NÜR 1 5 | NÜR 2 4 | NÜR 3 8 | SAC 1 7 | SAC 2 5 | SAC 3 5 | OSC2 1 15 | OSC2 2 5 | OSC2 3 11 | HOC 1 2 | HOC 2 1 | HOC 3 2 | 5.       | 166  |

### Teljes Formula–3 Európa-bajnokság eredménylistája
(Táblázat értelmezése)

(Félkövér: pole-pozícióból indult; dőlt: leggyorsabb kört futott) 

| Év   | Csapat                      | Motor      | 1        | 2        | 3        | 4        | 5        | 6        | 7        | 8        | 9        | 10       | 11      | 12       | 13       | 14       | 15       | 16       | 17       | 18       | 19       | 20       | 21       | 22       | 23       | 24       | 25       | 26       | 27      | 28       | 29       | 30       | Helyezés | Pont |
| ---- | --------------------------- | ---------- | -------- | -------- | -------- | -------- | -------- | -------- | -------- | -------- | -------- | -------- | ------- | -------- | -------- | -------- | -------- | -------- | -------- | -------- | -------- | -------- | -------- | -------- | -------- | -------- | -------- | -------- | ------- | -------- | -------- | -------- | -------- | ---- |
| 2016 | kfzteile24 Mücke Motorsport | Mercedes   | LEC 1    | LEC 2    | LEC 3    | HUN 1    | HUN 2    | HUN 3    | PAU 1 17 | PAU 2 Ki | PAU 3 Ki | RBR 1 7  | RBR 2 7 | RBR 3 12 | NOR 1 10 | NOR 2 13 | NOR 3 Ki | ZAN 1 10 | ZAN 2 7  | ZAN 3    | SPA 1 7  | SPA 2 16 | SPA 3 10 | NÜR 1 13 | NÜR 2 6  | NÜR 3 13 | IMO 1 Ki | IMO 2 Ki | IMO 3 5 | HOC 1 12 | HOC 2 3  | HOC 3 18 | 15.      | 67   |
| 2017 | Van Amersfoort Racing       | Mercedes   | SIL 1 14 | SIL 2 17 | SIL 3 14 | MNZ 1 Ki | MNZ 2 15 | MNZ 3 14 | PAU 1 11 | PAU 2 14 | PAU 3 Ki |          |         |          |          |          |          |          |          |          |          |          |          |          |          |          |          |          |         |          |          |          | 16.      | 45   |
| 2017 | Motopark                    | Volkswagen |          |          |          |          |          |          |          |          |          | HUN 1 11 | HUN 2 5 | HUN 3 5  | NOR 1 12 | NOR 2 11 | NOR 3 6  | SPA 1 Ki | SPA 2 15 | SPA 3 16 | ZAN 1 Ki | ZAN 2 5  | ZAN 3 13 | NÜR 1 Ki | NÜR 2 16 | NÜR 3 15 | RBR 1 8  | RBR 2 11 | RBR 3 9 | HOC 1 17 | HOC 2 13 | HOC 3 10 | 16.      | 45   |

### Teljes makaói nagydíj eredménylistája
| Év   | Csapat                      | Autó            | Időmérő edzés | Kvalifikációs verseny | Főverseny |
| ---- | --------------------------- | --------------- | ------------- | --------------------- | --------- |
| 2016 | kfzteile24 Mücke Motorsport | Dallara F312    | 15.           | 13.                   | 19.       |
| 2019 | Trident                     | Dallara F3 2019 | 19.           | 9.                    | 9.        |

### Teljes GP3 eredménylistája
(Táblázat értelmezése)

(Félkövér: pole-pozícióból indult; dőlt: leggyorsabb kört futott) 

| Év   | Csapat            | 1         | 2          | 3          | 4          | 5         | 6          | 7          | 8          | 9         | 10        | 11        | 12         | 13        | 14        | 15        | 16        | 17        | 18         | Helyezés | Pont |
| ---- | ----------------- | --------- | ---------- | ---------- | ---------- | --------- | ---------- | ---------- | ---------- | --------- | --------- | --------- | ---------- | --------- | --------- | --------- | --------- | --------- | ---------- | -------- | ---- |
| 2018 | Jenzer Motorsport | CAT FEA 6 | CAT SPR 17 | LEC FEA 18 | LEC SPR 10 | RBR FEA 8 | RBR SPR Ki | SIL FEA 14 | SIL SPR Ki |           |           |           |            |           |           |           |           |           |            | 5.       | 137  |
| 2018 | Trident           |           |            |            |            |           |            |            |            | HUN FEA 4 | HUN SPR 7 | SPA FEA 1 | SPA SPR Ki | MNZ FEA 1 | MNZ SPR 5 | SOC FEA 5 | SOC SPR 1 | YMC FEA 2 | YMC SPR Ki | 5.       | 137  |

### Teljes Formula–3 eredménylistája
(Táblázat értelmezése)

(Félkövér: pole-pozícióból indult; dőlt: leggyorsabb kört futott) 

| Év   | Csapat         | 1         | 2         | 3          | 4          | 5          | 6          | 7          | 8         | 9           | 10         | 11         | 12         | 13         | 14          | 15         | 16         | 17        | 18        | Helyezés | Pont  |
| ---- | -------------- | --------- | --------- | ---------- | ---------- | ---------- | ---------- | ---------- | --------- | ----------- | ---------- | ---------- | ---------- | ---------- | ----------- | ---------- | ---------- | --------- | --------- | -------- | ----- |
| 2019 | ART Grand Prix | CAT FEA 4 | CAT SPR 7 | LEC FEA 10 | LEC SPR Ki | RBR FEA 15 | RBR SPR 10 | SIL FEA 11 | SIL SPR 6 | HUN FEA 28† | HUN SPR 19 | SPA FEA 10 | SPA SPR 12 | MNZ FEA Ki | MNZ SPR 28† | SOC FEA Vi | SOC SPR Vi |           |           | 14.      | 20    |
| 2020 | Trident        | RBR FEA 7 | RBR SPR 4 | RBR FEA 3‡ | RBR SPR 3  | HUN FEA 10 | HUN SPR 1  | SIL FEA 9  | SIL SPR 1 | SIL FEA 5   | SIL SPR 4  | CAT FEA 5  | CAT SPR 9  | SPA FEA 3  | SPA SPR 9   | MNZ FEA 4  | MNZ SPR Ki | MUG FEA 8 | MUG SPR 2 | 6.       | 139,5 |

† A versenyt nem fejezte be, de helyezését értékelték, mert a versenytáv több, mint 90%-át teljesítette. 

‡ A pontok felét osztották ki, mivel a mezőny a versenytáv kevesebb mint 75%-át teljesítette.

### Teljes Formula–2 eredménylistája
(Táblázat értelmezése)

(Félkövér: pole-pozícióból indult; dőlt: leggyorsabb kört futott) 

| Év   | Csapat                | 1         | 2         | 3          | 4          | 5          | 6          | 7         | 8         | 9          | 10         | 11        | 12         | 13         | 14         | 15          | 16         | 17         | 18         | 19         | 20         | 21        | 22        | 23         | 24         | 25        | 26        | 27      | 28      | Helyezés | Pont |
| ---- | --------------------- | --------- | --------- | ---------- | ---------- | ---------- | ---------- | --------- | --------- | ---------- | ---------- | --------- | ---------- | ---------- | ---------- | ----------- | ---------- | ---------- | ---------- | ---------- | ---------- | --------- | --------- | ---------- | ---------- | --------- | --------- | ------- | ------- | -------- | ---- |
| 2021 | Charouz Racing System | BHR SP1 3 | BHR SP2 7 | BHR FEA 11 | MCO SP1 12 | MCO SP2 kI | MCO FEA 13 | BAK SP1 9 | BAK SP2 2 | BAK FEA 12 | SIL SP1 13 | SIL SP2 8 | SIL FEA 15 |            |            |             |            |            |            |            |            |           |           |            |            |           |           |         |         | 15.      | 32   |
| 2021 | Campos Racing         |           |           |            |            |            |            |           |           |            |            |           |            | MNZ SP1 10 | MNZ SP2 5  | MNZ FEA 16† | SOC SP1 15 | SOC SP2 T  | SOC FEA 10 | JED SP1    | JED SP2    | JED FEA   | YMC SP1   | YMC SP2    | YMC FEA    |           |           |         |         | 15.      | 32   |
| 2022 | Charouz Racing System | BHR SPR   | BHR FEA   | JED SPR    | JED FEA    | IMO SPR Ki | IMO FEA 8  | CAT SPR   | CAT FEA   | MCO SPR    | MCO FEA    | BAK SPR   | BAK FEA    |            |            |             |            |            |            |            |            |           |           |            |            |           |           |         |         | 18.      | 25   |
| 2022 | Van Amersfoort Racing |           |           |            |            |            |            |           |           |            |            |           |            | SIL SPR 16 | SIL FEA 19 | RBR SPR     | RBR FEA    | LEC SPR 10 | LEC FEA 14 | HUN SPR 12 | HUN FEA 14 | SPA SPR 8 | SPA FEA 6 | ZAN SPR 14 | ZAN FEA 13 | MNZ SPR 7 | MNZ FEA 5 | YMC SPR | YMC FEA | 18.      | 25   |

### Teljes Formula–E eredménylistája
(Táblázat értelmezése)

(Félkövér: pole-pozícióból indult; dőlt: leggyorsabb kört futott) 

| Év      | Csapat                       | Kasztni        | Hajtáslánc           | 1   | 2   | 3   | 4   | 5   | 6   | 7   | 8   | 9   | 10     | 11     | 12  | 13  | 14  | 15  | 16  | Helyezés | Pont |
| ------- | ---------------------------- | -------------- | -------------------- | --- | --- | --- | --- | --- | --- | --- | --- | --- | ------ | ------ | --- | --- | --- | --- | --- | -------- | ---- |
| 2022–23 | Avalanche Andretti Formula E | Formula E Gen3 | Porsche 99X Electric | MEX | DRH | DRH | HYD | CAP | SAP | BER | BER | MCO | JAK 16 | JAK Ki | POR | RME | RME | LDN | LDN | 24.*     | 0*   |

* A szezon jelenleg is zajlik.